# Вест-Берлінгтон (Айова)
Вест-Берлінгтон (англ. West Burlington) — місто (англ. city) в США, в окрузі Де-Мойн штату Айова. Населення — 3197 осіб (2020).

## Географія
Вест-Берлінгтон розташований за координатами 40°49′19″ пн. ш. 91°10′35″ зх. д. / 40.82194° пн. ш. 91.17639° зх. д. (40.821838, -91.176368).  За даними Бюро перепису населення США в 2010 році місто мало площу 12,83 км², уся площа — суходіл.

## Демографія
Згідно з переписом 2010 року, у місті мешкало 2968 осіб у 1372 домогосподарствах у складі 800 родин. Густота населення становила 231 особа/км².  Було 1479 помешкань (115/км²).
Расовий склад населення:
| - 90,7 % — білих - 4,1 % — чорних або афроамериканців - 1,8 % — азіатів - 0,3 % — корінних американців - 0,1 % — вихідців з тихоокеанських островів - 1,0 % — осіб інших рас |

До двох чи більше рас належало 2,0 %. Частка іспаномовних становила 3,9 % від усіх жителів.
За віковим діапазоном населення розподілялося таким чином: 20,2 % — особи молодші 18 років, 59,9 % — особи у віці 18—64 років, 19,9 % — особи у віці 65 років та старші. Медіана віку мешканця становила 44,4 року. На 100 осіб жіночої статі у місті припадало 88,3 чоловіків;  на 100 жінок у віці від 18 років та старших — 86,4 чоловіків також старших 18 років.
Середній дохід на одне домашнє господарство  становив 48 144 долари США (медіана — 38 314), а середній дохід на одну сім'ю — 63 074 долари (медіана — 55 469). Медіана доходів становила 41 618 доларів для чоловіків та 30 833 долари для жінок. За межею бідності перебувало 17,8 % осіб, у тому числі 32,2 % дітей у віці до 18 років та 10,7 % осіб у віці 65 років та старших.
Цивільне працевлаштоване населення становило 1475 осіб. Основні галузі зайнятості: освіта, охорона здоров'я та соціальна допомога — 24,1 %, роздрібна торгівля — 23,1 %, виробництво — 17,4 %.